# Challenge de France féminin 2009-2010
La Challenge de France féminin 2009-2010 è stata la 9ª edizione della Coppa di Francia riservata alle squadre femminili.
La finale si è disputata il 23 maggio 2010 allo Stade Robert-Bobin di Bondoufle ed è stata vinta dal Paris Saint-Germain contro il Montpellier per 5-0. Il PSG ha conquistato il trofeo per la prima volta nella sua storia.

## Fase regionale
Si sono affrontate le squadre appartenenti ai campionati regionali.

## Fase federale

### Primo turno
Alle squadre qualificate nel turno precedente si sono aggiunti i 24 club appartenenti al campionato di Division 2.
Le gare si sono svolte tra il 10 e il 24 gennaio 2010.
| Squadra 1                   | Risultato       | Squadra 2                |
| --------------------------- | --------------- | ------------------------ |
| AS Algrange                 | 3 - 0           | Saint-Memmie Olympique   |
| Amiens Montières            | 0 - 0 (2-3 dtr) | Stade raismois           |
| CBOSl Football              | 1 - 2           | Blanquefort              |
| Argenteuil FC               | 2 - 2 (2-4 dtr) | COM Bagneux              |
| ES Arpajonnaise             | 7 - 0           | FC Pontcharra Saint-Loup |
| ESF Arques                  | 2 - 4           | Compiègne                |
| Arras                       | 2 – 0           | AC Halluin               |
| Étoile d’Aubune             | 4 - 4 (4-5 dtr) | RC Saint-Jean-de-Védas   |
| Aulnat Sportif              | 2 - 1           | Claix                    |
| Stade Auxerrois             | 2 - 3           | CS Nivolas-Vermelle      |
| CS Mars Bischheim           | 5 - 0           | AS Baume-les-Dames       |
| Blanc-Mesnil SF             | 1 - 2           | FC Rouen                 |
| Blois Foot 41               | 1 – 2           | FCE Arlac                |
| AS Bourg-la-Reine           | 0 - 1           | AS Anet                  |
| FF Brunoy                   | 1 - 1 (1-4 dtr) | CPBB Rennes              |
| FC Carros                   | 3 – 5           | ASPTT Albi               |
| ASSF Épinal                 | 0 - 0 (5-4 dtr) | ASPTT Mulhouse           |
| ESM Gonfreville-l’Orcher    | 1 - 2           | Évreux                   |
| US Gravelines               | 2 - 0           | SC Abbeville             |
| AS Grayan Nord-Medoc        | 0 - 4           | Corne USC                |
| RC Fléchois                 | 2 - 7           | Tours                    |
| US Véore                    | 4 - 1           | US Blanzynoise           |
| FA Laval                    | 0 – 2           | Condéen                  |
| Le Mans                     | 10 - 0          | FC Saint-Lô Manche       |
| Le Puy Foot                 | 2 - 1           | FC Salaise               |
| Limoges LF                  | 2 - 2 (4-3 dtr) | Saint-Herblain OC        |
| AS muretaine                | 11 - 0          | ES Saint-Simon           |
| AS Mussig                   | 0 - 4           | Troyes                   |
| Ploërmel FC                 | 3 - 3 (5-3 dtr) | FC Domont                |
| US Ramonville               | 0 - 6           | Monteux                  |
| ASC Saint-Apollinaire       | 2 - 1           | RCF Mâcon                |
| Comminges Saint-Gaudens FC  | 1 - 6           | Nîmes Métropole Gard     |
| US Saint-Malo               | 3 – 4           | FC Lorient               |
| VGA Saint-Maur              | 2 - 0           | AS Evry                  |
| Espérance de Terves FF      | 0 - 4           | ASF Les Verchers         |
| SC Thiberville              | 0 - 4           | Issy                     |
| FC Tremblay-en-France       | 0 – 0 (5-6 dtr) | ES Cormelles-le-Royal    |
| Vendenheim                  | 8 - 0           | FR Sessenheim            |
| US Villeneuve-lès-Maguelone | 0 - 5           | Rodez                    |
| FC Woippy                   | 4 – 0           | Besançon RC              |

### Secondo turno
Le gare si sono svolte tra il 31 gennaio e il 7 febbraio 2010.
| Squadra 1              | Risultato       | Squadra 2             |
| ---------------------- | --------------- | --------------------- |
| AS Anet                | 0 - 5           | Issy                  |
| ES Arpajonnaise        | 3 - 3 (5-3 dtr) | US Véore              |
| COM Bagneux            | 0 - 1           | Évreux                |
| CS Mars Bischheim      | 3 - 2           | Vendenheim            |
| Blanquefort            | 2 - 2 (5-3 dtr) | FCE Arlac             |
| Compiègne              | 0 – 2           | US Gravelines         |
| ES Cormelles-le-Royal  | 2 – 1           | FC Rouen              |
| Le Puy Foot            | 3 - 3 (2-4 dtr) | Aulnat Sportif        |
| FC Lorient             | 1 - 4           | Condéen               |
| CS Nivolas-Vermelle    | 3 – 0           | ASC Saint-Apollinaire |
| Nîmes Métropole Gard   | 2 - 1           | ASPTT Albi            |
| Ploërmel FC            | 1 - 3           | CPBB Rennes           |
| Stade raismois         | 1 - 3           | Arras                 |
| Rodez                  | 0 - 4           | AS muretaine          |
| RC Saint-Jean-de-Védas | 1 – 3           | Monteux               |
| VGA Saint-Maur         | 0 - 3           | Le Mans               |
| Tours                  | 2 – 0           | Limoges LF            |
| Troyes                 | 1 - 5           | AS Algrange           |
| ASF Les Verchers       | 0 - 5           | Corne USC             |
| FC Woippy              | 4 - 2           | ASSF Épinal           |

## Sedicesimi di finale
Alle squadre qualificate nel turno precedente si sono aggiunti i 12 club appartenenti al campionato di Division 1.
Le gare si sono svolte tra il 21 febbraio e il 3 marzo 2010.
| Squadra 1          | Risultato       | Squadra 2             |
| ------------------ | --------------- | --------------------- |
| AS Algrange        | 0 - 2           | FCF Juvisy            |
| ES Arpajonnaise    | 1 - 8           | Montpellier           |
| Arras              | 7 - 0           | ES Cormelles-le-Royal |
| Aulnat Sportif     | 1 - 1 (5-3 dtr) | Nîmes Métropole Gard  |
| Condéen            | 2 - 0           | US Gravelines         |
| Évreux             | 0 - 3           | Hénin-Beaumont        |
| Issy               | 3 – 1           | CS Mars Bischheim     |
| La Roche-sur-Yon   | 1 - 3           | Stade Briochin        |
| Le Mans            | 0 - 0 (3-0 dtr) | Corne USC             |
| Montigny           | 1 - 2           | Paris Saint-Germain   |
| AS muretaine       | 2 - 0           | Monteux               |
| CPBB Rennes        | 1 - 1 (3-1 dtr) | Blanquefort           |
| Tolosa             | 1 - 7           | Saint-Étienne         |
| Tours              | 2 - 5           | Soyaux                |
| FC Woippy          | 2 - 1           | CS Nivolas-Vermelle   |
| Nord Allier Yzeure | 1 – 9           | Olympique Lione       |

## Ottavi di finale
Le gare si sono svolte il 7 marzo 2010.
| Squadra 1           | Risultato       | Squadra 2      |
| ------------------- | --------------- | -------------- |
| Arras               | 1 - 4           | Stade Briochin |
| Hénin-Beaumont      | 6 - 1           | Condéen        |
| FCF Juvisy          | 2 – 0           | Saint-Étienne  |
| Olympique Lione     | 9 - 0           | AS muretaine   |
| Montpellier         | 3 - 1           | Issy           |
| Paris Saint-Germain | 0 - 0 (5-4 dtr) | Le Mans        |
| Soyaux              | 5 - 2           | CPBB Rennes    |
| FC Woippy           | 1 - 1 (2-4 dtr) | Aulnat Sportif |

## Quarti di finale
Le gare si sono svolte il 21 marzo 2010.
| Squadra 1      | Risultato | Squadra 2           |
| -------------- | --------- | ------------------- |
| Aulnat Sportif | 0 - 2     | Montpellier         |
| Hénin-Beaumont | 2 - 4     | Paris Saint-Germain |
| Stade Briochin | 0 - 3     | FCF Juvisy          |
| Soyaux         | 0 - 2     | Olympique Lione     |

## Semifinali
Le gare si sono svolte il 25 aprile 2010.
| Squadra 1           | Risultato       | Squadra 2       |
| ------------------- | --------------- | --------------- |
| Montpellier         | 3 - 1           | FCF Juvisy      |
| Paris Saint-Germain | 1 – 1 (3-1 dtr) | Olympique Lione |

## Finale
| Arbitro: | Sabine Bonnin |

|                                                          |           |  |
| Boyeldieu 19’ Pizzala 54’, 85’ Pélagie 68’ Bussaglia 72’ | Marcatori |  |

### Formazioni
| P           | 1  | Bérangère Sapowicz |  |         |
| D           | 2  | Julie Soyer        |  |         |
| D           | 3  | Laure Boulleau     |  |         |
| D           | 4  | Nonna Debonne      |  |         |
| D           | 5  | Sabrina Delannoy   |  |         |
| C           | 6  | Caroline Pizzala   |  |         |
| C           | 8  | Candice Prévost    |  |         |
| C           | 10 | Nora Pélagie       |  | 72’     |
| C           | 11 | Élise Bussaglia    |  |         |
| A           | 7  | Jessica Houara     |  | 90’     |
| A           | 9  | Ingrid Boyeldieu   |  | 58’     |
| Riserve:    |    |                    |  |         |
| P           | 16 | Marie-Océane Bayol |  |         |
| D           | 14 | Emilie L'Huillier  |  |         |
| C           | 12 | Gwenaëlle Pelé     |  | 72’     |
| A           | 13 | Zohra Ayachi       |  | 58’     |
| A           | 15 | Stéphanie Legrand  |  | 90’ 91’ |
| Allenatore: |    |                    |  |         |
| Camillo Vaz |    |                    |  |         |

| P             | 1  | Céline Deville      |  |     |
| D             | 3  | Cynthia Viana       |  |     |
| D             | 5  | Sabrina Viguier     |  |     |
| D             | 6  | Faustine Roux       |  | 76’ |
| D             | 11 | Ludivine Diguelman  |  |     |
| C             | 4  | Hoda Lattaf         |  |     |
| C             | 7  | Marine Pervier      |  | 46’ |
| C             | 8  | Melissa Plaza       |  |     |
| C             | 9  | Lalia Dali          |  | 46’ |
| A             | 2  | Marie-Laure Delie   |  |     |
| A             | 10 | Viviane Asseyi      |  |     |
| Riserve:      |    |                     |  |     |
| P             | 16 | Solène Durand       |  |     |
| D             | 15 | Marine Cacciaguerra |  |     |
| C             | 12 | Nora Maamar         |  | 46’ |
| A             | 13 | Charlotte Lozé      |  | 46’ |
| A             | 14 | Delphine Blanc      |  | 76’ |
| Allenatore:   |    |                     |  |     |
| Sarah M'Barek |    |                     |  |     |